# 巨型空洞
巨型空洞(也称猎犬座空洞或AR-Lp 36)是位于猎犬座内一片极大星系低密度区域。巨型空洞在已确认的空洞中是第二大的，直径约为300—400百万秒差距(10—13亿光年)距地球15亿光年(z= 0.116)。它于1988年被发现，是北银河半球最大的空洞，并且是已知第二大的空洞。即使是为了解释WMAP冷斑点而假设的波江座空洞也没有巨型空洞大。尽管巨型空洞很大，但其内部仍有17个星系团，集中在一个球形区域内直径大约50百万秒差距。关于这些星团的运动研究表明，它们之间并没有相互作用，这意味着这些星系团的密度非常之低。该空洞在天空中的位置与牧夫座空洞相接近。 